# Pararistolochia tithonusiana
Pararistolochia tithonusiana är en piprankeväxtart som beskrevs av Michael J. Parsons. Pararistolochia tithonusiana ingår i släktet Pararistolochia och familjen piprankeväxter. Inga underarter finns listade i Catalogue of Life.